# Deroplatys lobata
Deroplatys lobata es una especie de mantis de la familia Mantidae.

## Distribución geográfica
Se encuentra en Tailandia, Malasia, Java y Borneo.